# Arne Nordheim

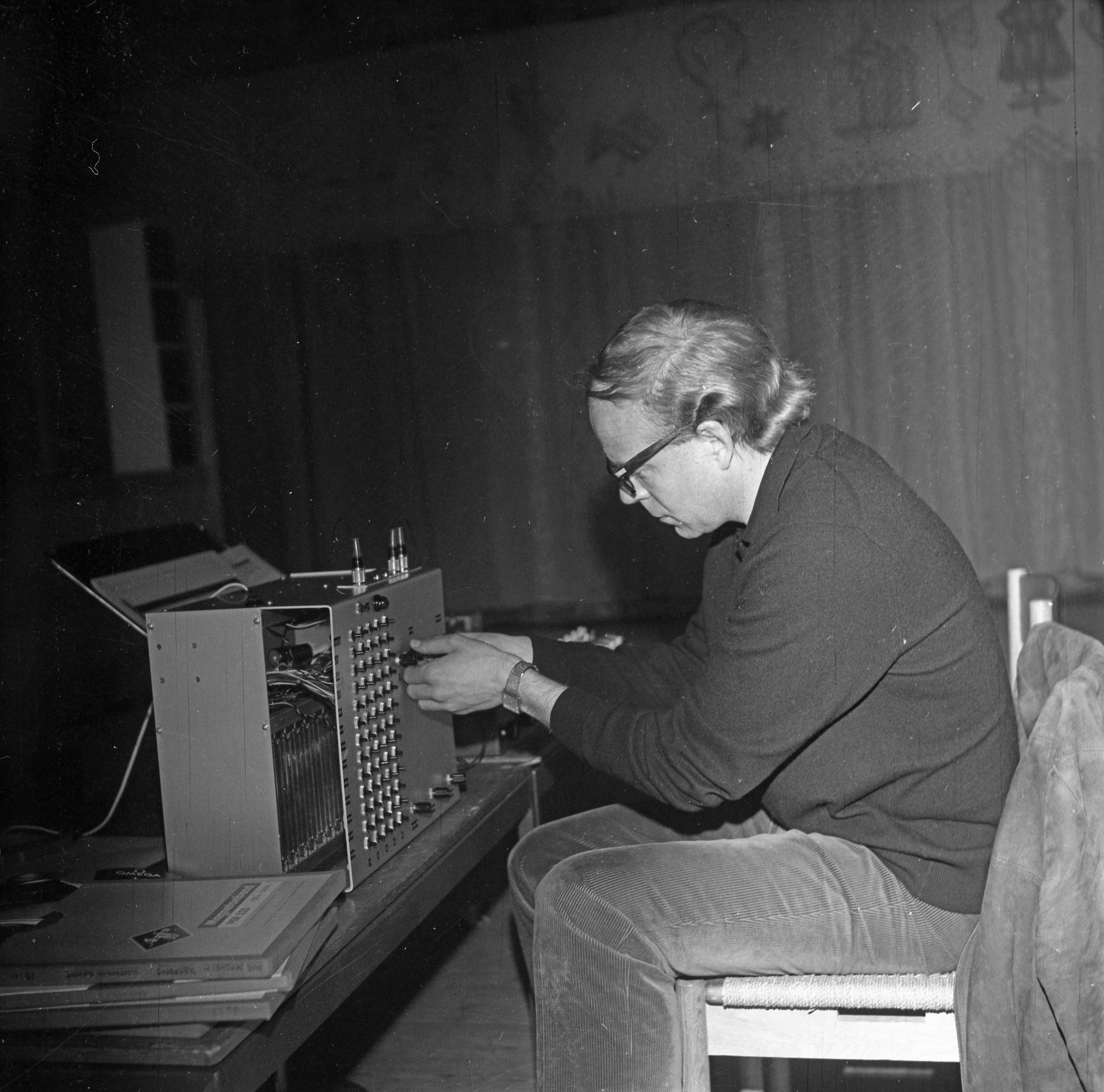
Arne Nordheim (1968)

Arne Nordheim (* 20. Juni 1931 in Larvik; † 5. Juni 2010 in Oslo) war ein norwegischer Komponist.

## Leben
Nordheim studierte 1948 bis 1952 Theorie und Orgel am Konservatorium in Oslo, später nahm er dort Kompositionsunterricht bei Karl Andersen, Bjarne Brustad, Conrad Baden und auch bei Vagn Holmboe in Kopenhagen. Nordheim war einer der ersten norwegischen Komponisten, der sich den zeitgenössischen Strömungen nach dem Zweiten Weltkrieg öffnete. 1955 befasste er sich in Paris mit Musique concrète und 1959 in Bilthoven mit Elektronischer Musik. Letztere sollte sein Werk insbesondere in den 1960er-Jahren dominieren. 1960 bis 1968 schrieb er Musikkritiken für die Osloer Zeitung Dagbladet. 1967 bis 1972 arbeitete Nordheim wiederholt am Studio Eksperymentale in Warschau, wo er mehrere seiner elektro-akustischen Arbeiten realisierte. Ab den 1980er-Jahren entstanden vermehrt auch Werke für Orchester.
Nordheim spielte im norwegischen Musikleben eine herausragende Rolle als Mitglied zahlreicher einschlägiger Organisationen und Gremien. 1974 übernahm er den Vorsitz des norwegischen Komponistenverbandes. Ab 1982 lebte Nordheim in Grotten, der in Oslo liegenden Ehrenresidenz des norwegischen Staates. 1997 wurde er Ehrenmitglied der ISCM. Zu den Auszeichnungen, die Nordheim erhielt, zählen der Musikpreis des Nordischen Rates (1972), der Prix Italia (1980), der Ehrenpreis des Norwegischen Kulturrats (1990),  der Henrik-Steffens-Preis (1993), sowie 2001 die Benennung des Asteroiden (3457) Arnenordheim nach ihm.

## Werk
Nordheim komponierte für fast alle musikalischen Genres: Instrumentalwerke von der Kammermusik bis zur Sinfonik, Vokalmusik, Elektronische Musik, Filmmusik, Bühnenwerke (u. a. Ballette) und Kompositionen für den Rundfunk. Erste größere Aufmerksamkeit in Norwegen fand er 1959 mit dem Liederzyklus Aftonland, international mit der Canzona für Orchester (1961). Teilweise verknüpfen seine Werke Elektronik und traditionelles Instrumentarium. 1994 schrieb er die Eröffnungsmusik für die Olympischen Winterspiele in Lillehammer. Zur im Auftrag der Bachakademie Stuttgart entstandenen Kollektivkomposition Requiem der Versöhnung (1995) trug Nordheim das Confutatis bei. 1997 schrieb er zur Jahrtausendfeier von Trondheim sein Oratorium Nidaros nach Texten von Paal-Helge Haugen. Das Oratorium dient auch als eine Art Zusammenfassung von Nordheims kompositorischem Schaffen (Uraufführung im Nidarosdom, Mai 1997, Trondheim Symfoniorkester Ltg. Othmar Mága).

## Filmografie (Auswahl)
- 1970: Ein Tag im Leben des Iwan Denissowitsch (One Day in the Life of Ivan Denisovich )
- 1977: Dagny
- 1981: Die Hexe von Laupstad (Forfølgelsen)

## Staatliche Auszeichnungen
- Komtur des Sankt-Olav-Ordens (1997)
- Komtur des Verdienstordens der Italienischen Republik (1998)
- Komtur des Verdienstordens der Republik Polen (1999)
- Komtur mit Stern des Sankt-Olav-Ordens (2004)